# Hexathelidae
Hexathelidae là họ nhện duy nhất trong liên họ Hexatheloidea, và là một trong hai họ (cùng với Dipluridae) được gọi là funnel-webs. Bộ chứa họ này đôi khi được đề cập không chính xác (trong các tài liệu không có nguồn gốc) là venomous funnel-web tarantulas, do nó bao gồm các loài nhện phân bố ở Úc như Atrax robustus. Hầu hết các loài trong họ Hexathelidae không gây nguy hiểm cho con người.

## Chi
Các chi được xếp theo phân họ theo Raven, 1985.
- Hexathelinae Simon, 1892

- Bymainiella Raven, 1978 — Úc

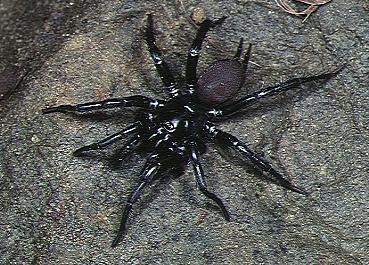
Macrothele yaginumai đực ở Okinawa

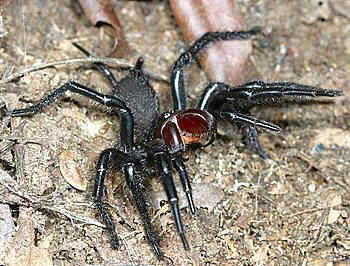
Macrothele gigas cái

- Hexathele Ausserer, 1871 — New Zealand
- Mediothele Raven & Platnick, 1978 — Chile
- Paraembolides Raven, 1980 — Úc
- Rosamygale † Selden & Gall, 1992 — (hóa thạch, Triass)

- Rosamygale grauvogeli † (Selden & Gall, 1992)

- Scotinoecus Simon, 1892 — Chile, Argentina
- Teranodes Raven, 1985 — Úc

- Atracinae Hogg, 1901 — Úc

- Atrax O. P-Cambridge, 1877 — Úc
- Hadronyche L. Koch, 1873 — Úc
- Illawarra Gray, 2010  — Úc

- Macrothelinae Simon, 1892

- Macrothele Ausserer, 1871 — châu Phi, châu Âu, châu Á
- Porrhothele Simon, 1892 — New Zealand

- Plesiothelinae Raven, 1980

- Plesiothele Raven, 1978 — Tasmania